# Kulturní apropriace

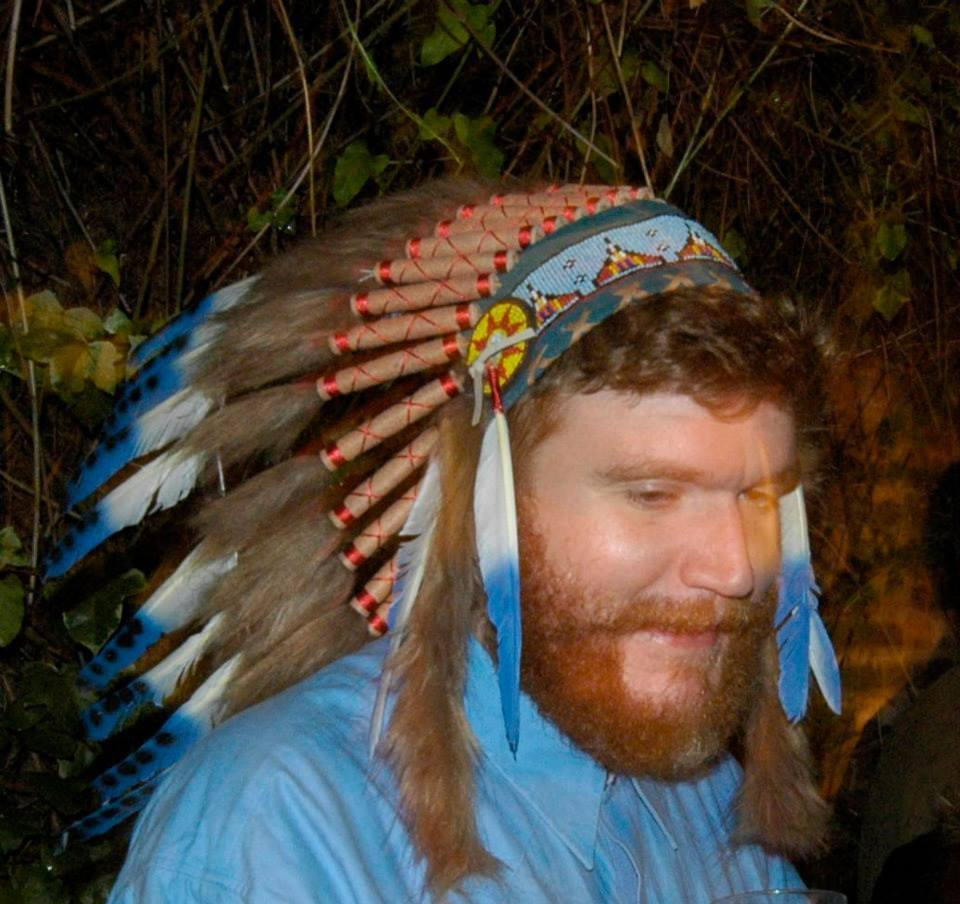
Indiánská čelenka je jedním z typických znaků kultury domorodých Američanů, má také důležitý význam pro jejich spiritualitu.

Kulturní apropriace je termín označující situaci, kdy členové dominantní kultury přejímají některé aspekty minoritní kultury (často takové, která jimi dříve byla utlačována). Kulturní apropriace bývá často zaměňována s kulturní výměnou, od které se odlišuje zejména přítomností koloniálního elementu a mocenské nevyváženosti. Liší se také od asimilace, která znamená přizpůsobení menšiny nebo přistěhovalce okolní většinové společnosti alespoň v té míře, aby vzájemné odlišnosti nebránily ve společenském uplatnění, a od akulturace, která představuje proces sociálních a kulturních změn, které vznikají v důsledku interakce různých kultur. Za kulturní apropriaci také nebývá považována adaptace prvků dominantní kultury členy kultury minoritní, jako jejíž příklad můžeme považovat například džíny, které prvně vyrobil americký přistěhovalec původem z Německa Levi Strauss a které jsou dnes nošeny na celém světě.
Mezi vědní disciplíny zabývající se kulturní apropriací patří zejména antropologie a sociologie.

## Kritika
Kulturní apropriace je vnímána jako negativní jev levicovými kruhy, protože jsou její objekty kontextuálně i historicky odcizené (často přes hlasitý nesouhlas členů minoritní kultury). Ti si většinou stěžují na neuctivé a významově vyprázdněné užívání subjektů, které vnímají jako posvátné či hluboce důležité pro vlastní kulturu. Kulturní elementy, které mají pro minoritní kulturu hluboký význam, pak mohou členům dominantní kultury sloužit pouze jako něco exotického, zajímavého či jako způsob generování zisku, zatímco členové minoritní kultury jsou nebo byli za tyto kulturní elementy vystavováni diskriminaci nebo útlaku (černošské ženy například čelí vyhazovu ze škol či zaměstnání za své dredy).
Mezi typické subjekty kulturní apropriace patří kulturní a náboženské tradice, móda, symbolika či hudba. Časté a problematické je také přejímání zásadních rituálů a zvyklostí, které byly minoritním kulturám právě pro svou důležitost dlouhodobě zakazovány (např. jóga).

Kulturní apropriace bývá kritizována i z ekonomického hlediska, na něž může být poukázáno například velkým množstvím obchodů specializovaných na produkty sloužící hnutí New Age, které často myšlenkově vychází ze spirituality Amerických indiánů či východních náboženství, ale jsou vlastněny převážně bělochy ze středostavovského prostředí. Jako další příklad ekonomické složky kulturní apropriace můžeme uvést například všeobecně přijímaný názor, že je Elvis Presley otcem Rock'n'rollu (ačkoliv on sám se za něj nikdy nepovažoval a často mluvil o černošských vlivech, které ovlivnily jeho hudbu). Za skutečnou zakladatelku Rock'n'rollu je přitom kritiky považována Sister Rosetta Tharpe, Afroameričanka, která ovšem nikdy nedosáhla velkého komerčního úspěchu i proto, že byla její hudba vzhledem k rasistickým náladám v Americe 50. let vnímána jako příliš „černošská“. Jako kapitola sama o sobě je pak vnímán módní průmysl, který často komercializuje (i náboženské) oděvy jiných kultur, za jejichž nošení jsou i dnes členové oněch minoritních kultur na západě diskriminováni (např. indické Sárí). 

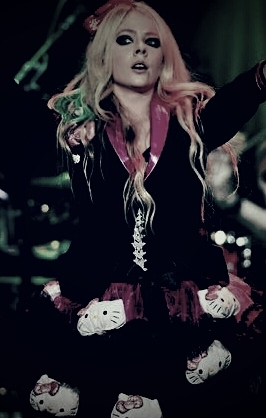
Kanadská zpěvačka Avril Lavigne vystupuje v kostýmu s typicky japonskou postavičkou Hello Kitty napodobuje Japonskou „kulturu roztomilosti“ Kawaii.

Někteří zastánci role kulturní apropriace ve společnosti vnímají zejména její důležitost pro kulturní diverzitu a svobodu vyjadřování. Kontroverzní americký akademik John McWhorter ve svém článku pro The Daily Beast argumentuje, že kultura nemůže být „ukradena“ a užívání jejích aspektů je aktem obdivu ze strany majoritní kultury. Americká akademička Andrea Smith na McWhorterovu tezi reaguje kritikou toho, že ačkoliv je možná obdiv vůči cizí kultuře jednou z motivací k apropriačnímu chování, zavádí většinou chybnou interpretaci domorodé spirituality. Ta svým duchovním vůdcům navíc nedovoluje na svých učeních vydělávat peníze.

## Kontroverze
Zejména v americkém kulturním kontextu, který je politicky citlivější k tématům vyvěrajícím z postkolonialismu, je na problematiku kulturní apropriace upozorňováno často skrze kauzy amerických celebrit.

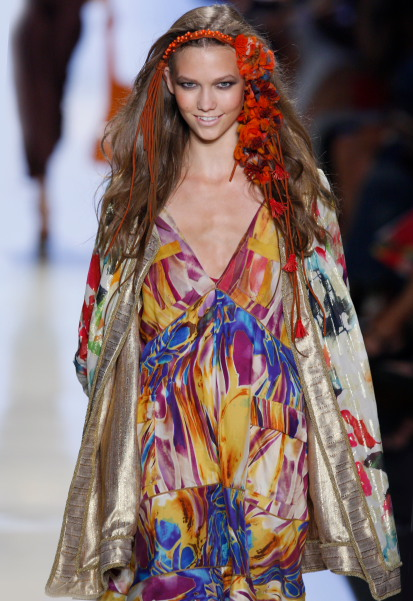
Modelka Karlie Kloss na módní přehlídce Victoria's Secret předvádí oděv vyznačující typické znaky afroamerické a domorodé kultury.

Mezi časté adresáty kritiky patří z řad celebrit například Kylie Jennerová, která je jakožto bílá žena považována za popularizátorku afroamerických rysů, za které byli Afroameričané po celé generace zesměšňováni a upozaďováni (například velké rty či pozadí, v případě Jenner zvýrazněné za pomoci botulotoxinu) nebo rapper Eminem, který vydělal miliony dolarů na popularizaci žánru vzniklého na vrcholu Afroamerického hnutí za občanská práva, jehož poselstvím bylo upozornit na sociální problémy vevnitř a diskriminaci a rasismus vně afroamerické komunity. Sám Eminem málokdy využívá svého vlivu, aby na rasové problémy upozorňoval. V roce 2014 vzbudil velkou kontroverzi klip kanadské zpěvačky Avril Lavigne „Hello Kitty“, který vykládá japonskou „kulturu roztomilosti“ kawaii pro americké publikum a asijské ženy jsou v něm prezentovány pouze jako nehybné tanečnice bez výrazu v pozadí za zpěvačkou , či klip „We Can't Stop“ z roku 2013 od americké zpěvačky Miley Cyrus, který si půjčuje aspekty afroamerické a hiphopové kultury, jako je například twerking a používá černošské tanečnice pouze jako narativní prostředky bělošské zpěvačky, nikoliv jako samostatné významonosné aktérky.
Mezi časté terče kritiky ze strany minoritních kultur či médií patří také oděvní značka specializující se na spodní prádlo Victoria's Secret, která se opakovaně uchyluje k užívání tradiční symboliky domorodých Američanů či jeden z největších amerických festivalů Coachella, který na rozdíl od ostatních velkých (zejména kanadských) festivalů nezavedl zákaz nošení „indiánských“ čelenek a nikdy se k problematice kulturní apropriace i přes každoroční vlnu kritiky nevyjádřil.